# Giorgi Gogoladse
Giorgi Gogoladse (georgisch გიორგი გოგოლაძე, englische Transkription: Giorgi Gogoladze; * 13. März 1990 in Bordschomi) ist ein georgischer Biathlet.
Giorgi Gogoladse ist Student und lebt in Bakuriani. Er begann 2003 mit dem Biathlonsport und gehört seit 2005 dem Nationalkader seines Landes an. Gogoladse startet für den örtlichen Verein in Bakuriani und wird von Nikolos Budsischwili trainiert. Seinen einzigen internationalen Einsatz im klassischen Winterbiathlon hatte er zum Auftakt der Saison 2006/07 in Obertilliach, wo er 131. eines Sprintrennens im Rahmen des Europacups der Junioren wurde. Er nahm an den Bogenbiathlon-Weltmeisterschaften 2008 in Moskau teil. Mit sieben Fehlern im Sprint wurde er 12., mit zehn Fehlern im Verfolgungsrennen Zehnter und mit 13 Fehlern im Massenstartrennen erneut 12.

## Belege
1. ↑  Resultate der EM 2008 (Memento vom 12. August 2012 im Internet Archive) (PDF; 464 kB)

| Personendaten    | Personendaten                                                             |
| ---------------- | ------------------------------------------------------------------------- |
| NAME             | Gogoladse, Giorgi                                                         |
| ALTERNATIVNAMEN  | გოგოლაძე, გიორგი (georgisch); Gogoladse, Giorgi (englische Transkription) |
| KURZBESCHREIBUNG | georgischer Biathlet                                                      |
| GEBURTSDATUM     | 13. März 1990                                                             |
| GEBURTSORT       | Bordschomi                                                                |